# Parlamentswahl in Litauen 2012
- TS-LKD: 33
- LRLS: 10
- Unabh.: 3
- DK: 7
- TT: 11
- LLRA: 8
- DP: 29
- LVŽS: 1
- LSDPb: 39

Die erste Runde der Parlamentswahl in Litauen 2012 fand am 14. Oktober 2012 und die zweite Runde fand am 28. Oktober 2012 statt. Außerdem wurde am 14. Oktober ein Referendum abgehalten, in dem entschieden werden sollte, ob ein neues Kernkraftwerk in Litauen gebaut wird.

## Wahlmodus
Das litauische Parlament, der Seimas, hat 141 Abgeordnete. 70 Sitze werden proportional an die Parteien vergeben, welche die Fünf-Prozent-Hürde überspringen (Sieben-Prozent-Hürde für Listenverbindungen). Die übrigen 71 werden als Direktmandate über Wahlkreise vergeben. Im ersten Wahlgang ist gewählt, wer mehr als die Hälfte der abgegebenen Stimmen erhalten hat. Bei einer Wahlbeteiligung unter 40 % wird zusätzlich überprüft, ob der Kandidat von mindestens 20 % der Wahlberechtigten gewählt wurde. Erreichte kein Kandidat im ersten Wahlgang die absolute Stimmenmehrheit, fand zwei Wochen später am 28. Oktober 2012 zwischen den beiden Erstplatzierten eine Stichwahl statt.

## Parteien
Folgende Parteien legten Kandidatenlisten vor (mit der Anzahl Kandidaten):
1. Lietuvos socialdemokratų partija (141)
2. Lietuvos rusų sąjunga (34)
3. "Fronto" partija (88)
4. Lietuvos centro partija (55)
5. Tėvynės sąjunga - Lietuvos krikščionys demokratai (142)
6. Naujoji sąjunga (socialliberalai) (138)
7. Pilietinės demokratijos partija (36)
8. Lietuvos lenkų rinkimų akcija (143)
9. Tautos prisikėlimo partija (73)
10. Koalicija Darbo partija + jaunimas (130)
11. Lietuvos Respublikos liberalų sąjūdis (101)
12. Lietuvos valstiečių liaudininkų sąjunga (125)
13. Partija Tvarka ir teisingumas (140)
14. Liberalų ir centro sąjunga (141)
15. Partija "Jaunoji Lietuva" (46)
16. Lietuvos socialdemokratų sąjunga (50)
17. Darbo partija (32)
18. Leiboristų partija (37)
19. Lietuvos laisvės sąjunga (3)
20. Lietuvos liaudies sąjunga "Už teisingą Lietuvą" (2)

## Umfragen
| Institut        | Datum      | TS-LKD | TT     | LSDP   | DP     | LRLS  | LiCS  | LLRA  | LVŽS  | TAIP  | DK    | Sonstige |
| --------------- | ---------- | ------ | ------ | ------ | ------ | ----- | ----- | ----- | ----- | ----- | ----- | -------- |
| Spinter tyrimai | 11.10.2012 | 7,9 %  | 8,2 %  | 16,9 % | 15,8 % | 5,8 % | 2,6 % | 2,8 % | 2,7 % | 2,7 % | 3,9 % | 1,7 %    |
| Spinter tyrimai | 27.09.2012 | 7,6 %  | 9,5 %  | 16,3 % | 14,5 % | 4,8 % | 2,2 % | 1,9 % | 2,3 % | 3,7 % | 3,7 % | 1,1 %    |
| Spinter tyrimai | 27.09.2012 | 7,7 %  | 9,4 %  | 17,9 % | 16,6 % | 5,2 % | 1,0 % | 1,7 % | 3,2 % | 3,8 % | 1,6 % | 0,6 %    |
| Vilmorus        | 22.09.2012 | 12,3 % | 13,9 % | 23,4 % | 21,1 % | 5,3 % | 2,7 % | 1,5 % | 3,5 % | 6,5 % | 1,5 % | —        |
| Spinter tyrimai | 10.07.2012 | 8,5 %  | 11,2 % | 14,2 % | 13,3 % | 6,1 % | 1,5 % | —     | 1,3 % | 4,5 % | 3,5 % | 1,2 %    |
| Spinter tyrimai | 14.06.2012 | 7,2 %  | 9,3 %  | 13,6 % | 12,3 % | 5,7 % | 1,3 % | —     | 2,0 % | 3,9 % | —     | 2,9 %    |
| Spinter tyrimai | 09.05.2012 | 7,7 %  | 10,4 % | 14,1 % | 12,6 % | 5,8 % | 1,1 % | —     | 2,4 % | 4,2 % | —     | 2,9 %    |
| Spinter tyrimai | 09.05.2012 | 8,2 %  | 9,0 %  | 12,0 % | 14,8 % | 7,2 % | 1,3 % | —     | 4,2 % | 5,0 % | —     | —        |
| Parlamentswahl  | 10.2008    | 19,7 % | 12,7 % | 11,7 % | 9,0 %  | 5,7 % | 5,3 % | 4,8 % | 3,7 % | —     | —     | 27,4 %   |

## Wahlergebnis
Die Wahlbeteiligung betrug im ersten Wahlgang 52,92 %. Nur 3 Abgeordnete erreichten eine absolute Mehrheit: Virginija Baltraitiené (Arbeiterpartei) im Wahlkreis Kėdainių, Leonard Talmont (Partei der polnischen Minderheit) im Wahlkreis Vilniaus - Šalčininkų und Algirdas Butkevičius (Vorsitzender der Litauischen Sozialdemokratischen Partei) im Wahlkreis Vilkaviškio. In den übrigen 67 Wahlkreisen fand daher eine Stichwahl statt.
Der erste Wahlgang wurde von über zwanzig Fällen mutmaßlichen Wahlbetrugs und Stimmenkauf überschattet. Die Zentrale Wahlkommission annullierte daraufhin in einem Wahlkreis ein Direktmandat der Arbeitspartei; dies wurde vom Verfassungsgericht am 26. Oktober 2012 bestätigt. Das Ergebnis im Wahlkreis Biržų–Kupiškio wurde später vom Parlament annulliert, sodass zunächst zwei Mandate unbesetzt blieben.
Nach Bekanntgabe der Ergebnisse des zweiten Wahlgangs könnte rechnerisch eine Koalition aus den Oppositionsparteien Arbeitspartei, den Sozialdemokraten und Ordnung und Gerechtigkeit die Mitte-rechts-Regierung von Ministerpräsident Andrius Kubilius ablösen. Litauens Präsidentin Dalia Grybauskaitė, die gemäß der Verfassung den Ministerpräsidenten und dessen Kabinett bestätigt, sprach sich aber gegen eine mögliche Regierungsbeteiligung der Arbeitspartei aus. Die Polizei ermittle in 27 Fällen von Wahlbetrug und Stimmenkauf, an denen die Arbeitspartei beteiligt sei. Ebenso seien gegen deren Parteichef Viktor Uspaskich mehrere Strafverfahren u. a. wegen Steuerhinterziehung anhängig.
| Partei                                                                                               | Partei                                              | Listenstimmen | Listenstimmen | Listenstimmen | Sitze | Sitze  | Sitze  | Sitze |
| Partei                                                                                               | Partei                                              | Anzahl        | %             | +/−           | Liste | Direkt | Gesamt | +/−   |
| --- | --------------------------------------------------- | ------------- | ------------- | ------------- | ----- | ------ | ------ | ----- |
| | Arbeitspartei (DP)                                  | 271.520       | 19,82         | +10,97        | 17    | 12     | 29     | +19   |
| | Sozialdemokratische Partei Litauens (LSDP)          | 251.610       | 18,37         | +7,32         | 15    | 22     | 37 a   | +6    |
| | Vaterlandsbund – Christdemokraten Litauens (TS-LKD) | 206.590       | 15,08         | −3,53         | 13    | 20     | 33     | −12   |
| | Liberale Bewegung der Republik Litauen (LRLS)       | 117.476       | 8,57          | +3,16         | 7     | 3      | 10     | −1    |
| | Weg des Mutes (DK)                                  | 109.448       | 7,99          | Neu           | 7     | –      | 7      | Neu   |
| | Ordnung und Gerechtigkeit (TT)                      | 100.120       | 7,31          | −4,66         | 6     | 5      | 11     | −4    |
| | Wahlaktion der Polen Litauens (LLRA)                | 79.840        | 5,83          | +1,31         | 5     | 3      | 8      | +5    |
| | Bund der Bauern und Grünen Litauens (LVŽS)          | 53.141        | 3,88          | +0,35         | –     | 1      | 1      | −2    |
| | Liberale und Zentrumsunion (LiCS)                   | 28.263        | 2,06          | −2,98         | –     | –      | 0      | −8    |
| | JA                                                  | 24.129        | 1,76          | Neu           | –     | –      | 0      | Neu   |
| | Sozialistische Volksfront (SPF)                     | 16.515        | 1,21          | −1,84         | –     | –      | 0      | ±0    |
| | Christliche Partei (KP)                             | 16.494        | 1,20          | Neu           | –     | –      | 0      | Neu   |
| | Für ein litauisches Litauen                         | 12.854        | 0,94          | −0,53         | –     | –      | 0      | ±0    |
| | Partei "Junges Litauen"                             | 8.632         | 0,63          | −1,03         | –     | –      | 0      | ±0    |
| | Demokratische Arbeits- und Einheitspartei           | 4.383         | 0,32          | Neu           | –     | –      | 0      | Neu   |
| | Emigrantenpartei                                    | 4.015         | 0,29          | Neu           | –     | –      | 0      | Neu   |
| | Republikanische Partei (RP)                         | 3.661         | 0,27          | Neu           | –     | –      | 0      | Neu   |
| | Litauische Volkspartei                              | 3.399         | 0,25          | Neu           | –     | –      | 0      | Neu   |
| | Unabhängige                                         | —             | —             | —             | –     | 3      | 3      | −1    |
| Gesamt                                                                                               | Gesamt                                              | 1.312.090     | 100,00        |               | 70    | 69     | 139    | −2    |
| Gültige Stimmen                                                                                      | Gültige Stimmen                                     | 1.312.090     | 95,77         | +1,36         |       |        |        |       |
| Ungültige Stimmen                                                                                    | Ungültige Stimmen                                   | 57.924        | 4,23          | −1,36         |       |        |        |       |
| Wahlbeteiligung                                                                                      | Wahlbeteiligung                                     | 1.370.014     | 52,93         | +4,34         |       |        |        |       |
| Nichtwähler                                                                                          | Nichtwähler                                         | 1.218.404     | 47,07         | −4,34         |       |        |        |       |
| Registrierte Wähler                                                                                  | Registrierte Wähler                                 | 2.588.418     |               |               |       |        |        |       |
| Quelle: Zentrale Wahlkommission der Republik Litauen: Listenstimmen, Direktmandate: 1. Gang, 2. Gang |                                                     |               |               |               |       |        |        |       |

Die beiden nicht besetzten Direktmandate wurden am 3. und 17. März 2013 schließlich in lokalen Neuwahlen bestimmt: In Biržų - Kupiškio gewann der Kandidat der LSDP, in Zarasų - Visagino konnte der TT-Kandidat das Mandat erringen. Zudem fand eine Nachwahl im Wahlkreis   statt, nachdem der dort gewählte Julius Veselka (TT) verstorben war. Für seine Nachfolge wurde ein Kandidat der LSDP gewählt.

## Liste der Mitglieder
- Liste der Mitglieder des Seimas 2012–2016

## Regierungsbildung
- LSDP: 38
- DP: 29
- TT: 11
- LLRA: 8
- Unabh.: 1
- Sonst.: 53

Andrius Palionis trat der LSDP-Fraktion bei.
Bereits kurz nach der Wahl hatte sich der Vorsitzende der Sozialdemokraten, Algirdas Butkevičius zunächst auf eine Dreierkoalition mit der Arbeitspartei (DP) und der Partei Ordnung und Gerechtigkeit (TT) verständigt. Doch die amtierende Staatspräsidentin Dalia Grybauskaitė erklärte, sie wolle Butkevičius zwar mit der Regierungsbildung beauftragen, aber sie lehne dessen favorisierte Koalition ab. Laut Verfassung konnte sie aber keine Koalitionsbildung verhindern, sondern nur die Ernennung einzelner Minister. Deshalb wurde vermutet, dass Grybauskaitė mit ihrer Ablehnung vor allem verhindern wollte, dass der Vorsitzende der Arbeitspartei Viktor Uspaskich ein Ministeramt bekam. Gegen Uspaskich wurden nämlich mehrere Korruptionsvorwürfe erhoben.
Am 22. November 2012 wurde Butkevičius trotz aller Verhinderungsversuche seitens der Präsidentin vom Parlament zum neuen Regierungschef gewählt. Außerdem wurde bekannt, dass zu dem bereits angekündigten Dreierbündnis noch ein vierter Koalitionspartner, die Wahlaktion der Polen Litauens (LLRA) hinzukommen sollte.
Am 13. Dezember 2012 wurde schließlich das Regierungsprogramm vom Seimas bestätigt und die Regierung offiziell vereidigt. Die Koalitionspartner waren:
- Sozialdemokratische Partei Litauens (LSDP)
- Arbeitspartei (DP)
- Ordnung und Gerechtigkeit (TT)
- Wahlaktion der Polen Litauens (LLRA)

Die Regierungskoalition hatte damit eine deutliche Mehrheit von 86 der 140 Sitze im Parlament. Zum ersten Mal war eine Partei der polnischen Minderheit an der Regierung beteiligt.